# Camponotus schoutedeni
Camponotus schoutedeni é uma espécie de inseto do gênero Camponotus, pertencente à família Formicidae.